# Schefflera veitchii
Espèce
Classification phylogénétique
Statut de conservation UICN

 EN B1+2c : En danger
Schefflera veitchii est une espèce de plantes à fleurs de la famille des Araliaceae. C'est un arbre endémique de la Nouvelle-Calédonie.

## Description

### Aspect et forme générale
Ce grand et bel arbre fournit un ombrage important. Il est particulièrement majestueux.

### Taille
Il peut atteindre 15 à 20 mètres de haut, dont 5 à 6 mètres de tronc. Celui-ci peut atteindre 35cm  de diamètre.

### Écorce
L'écorce est rugueuse. Elle est de couleur marron clair.

### Feuillage
Les feuilles sont palmées et composées. Les plus jeunes sont différentes des feuilles adultes. Les jeunes feuilles sont de couleur vert bronze, sont très fine, étroites et dentées. Les feuilles adultes sont beaucoup plus larges, de couleur d’un vert plus clair et ne sont plus dentées.

### Fleurs
Les fleurs sont blanches et très discrètes. Elles forment de petites ombelles situées au bout des tiges. Elles attirent beaucoup les abeilles et les oiseaux melliphages (suceurs).

### Reproduction
La floraison a lieu en été. Les fleurs donnent naissance à des fruits noirs et sphériques (5 mm de diamètre). Les graines de la plante germent facilement, mais on peut également une plante par bouturage. La plante grandit vite.

## Place dans notre forêt sèche
Cette plante n’est pas une espèce qui pousse uniquement en forêt sèche. On la trouve également dans les forêts humides et dans toutes les forêts intermédiaires. En forêt sèche, elle pousse plutôt dans les fonds de vallée. Elle est particulièrement broutée par les cerfs et le bétail.
Ces fruits sont consommés par les loriquets et tous les oiseaux frugivores en général.
On trouve cette plante autour de Nouméa et plus rarement dans le Nord.
Cette plante fait partie des deux espèces spécifiques à la forêt sèche qui ont déjà été choisies comme plantes ornementales et qui sont commercialisées depuis 100 ans en Europe (la deuxième est une petite fougère arborescente de creek, Blechnum gibbum).